# Nußdorf am Haunsberg
Nußdorf am Haunsberg ist eine Gemeinde im Bezirk Salzburg-Umgebung des Bundeslandes Salzburg in Österreich mit 2503 Einwohnern (Stand 1. Jänner 2024).

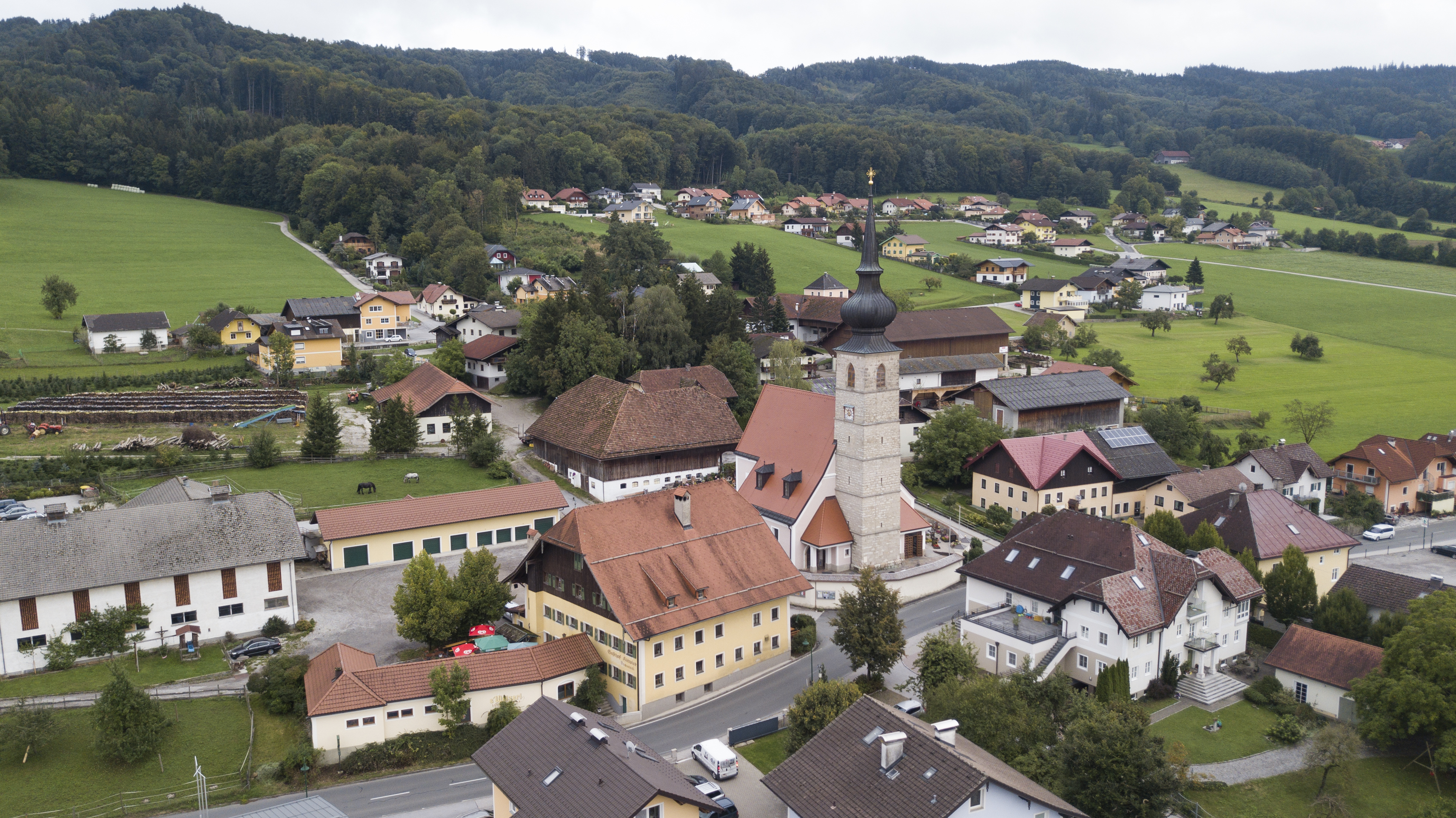
Nußdorf am Haunsberg

## Geografie
Die Gemeinde liegt im nördlichen Flachgau an der Nordwestseite des 835 m ü. A. hohen Haunsbergs im Oichtental, rund 20 Kilometer nördlich der Landeshauptstadt Salzburg. Die Gemeindegrenze im Westen bildet über weite Strecken die Oichten, die Grenze im Südwesten die Salzach. An deren Zusammenfluss liegt mit 400 Meter über dem Meer der tiefste Punkt der Gemeinde.
Die Fläche beträgt 35,54 Quadratkilometer. Davon sind 44 Prozent landwirtschaftliche Nutzfläche und 46 Prozent sind bewaldet.

### Gemeindegliederung
Die Gemeinde umfasst die drei Katastralgemeinden
- Nußdorf
- Pinswag
- Weitwörth

und gliedert sich in insgesamt 23 Ortschaften (Einwohner Stand 1. Jänner 2024):
- Altsberg (35)
- Durchham (22)
- Eisping (72)
- Gastein (26)
- Hainbach (46)
- Hochberg (30)
- Irlach (17)
- Kleinberg (96) samt Holzmannberg, Haßberg und Kletzlberg
- Kroisbach (40) samt Pointlau
- Lauterbach (93) samt Schachern
- Liersching (32)
- Lukasedt (18)
- Nußdorf am Haunsberg (1087)
- Olching (65) samt Großolching
- Pabing (12)
- Pinswag (107)
- Reinharting (17)
- Rottstätt (36) samt Rottenaigen
- Schlößl (172)
- Schröck (19)
- Steinbach (81)
- Waidach (289) samt Eberharten
- Weitwörth (91)

Die Gemeinde ist Teil des Gerichtsbezirks Seekirchen am Wallersee.

### Nachbargemeinden
| Dorfbeuern                                     | Perwang am Grabensee (BR)                   | Berndorf bei Salzburg |
| Lamprechtshausen Göming Oberndorf bei Salzburg | Kompassrose, die auf Nachbargemeinden zeigt | Seeham                |
| Laufen                                         | Anthering                                   | Obertrum am See       |

## Geschichte
Im Kroisgraben werden 50 Millionen Jahre alte Fossilien von Muscheln, Schnecken, Haifischzähnen und Seeigeln gefunden.
Die Filialkirche St. Pankraz wurde zu Beginn des 18. Jahrhunderts erbaut. Bei Renovierungsarbeiten von 2002 bis 2004 wurden die Grundmauern eines Renaissance-Schlosses entdeckt.

## Kultur und Sehenswürdigkeiten
- Burg Haunsperg
- Schloss Weitwörth

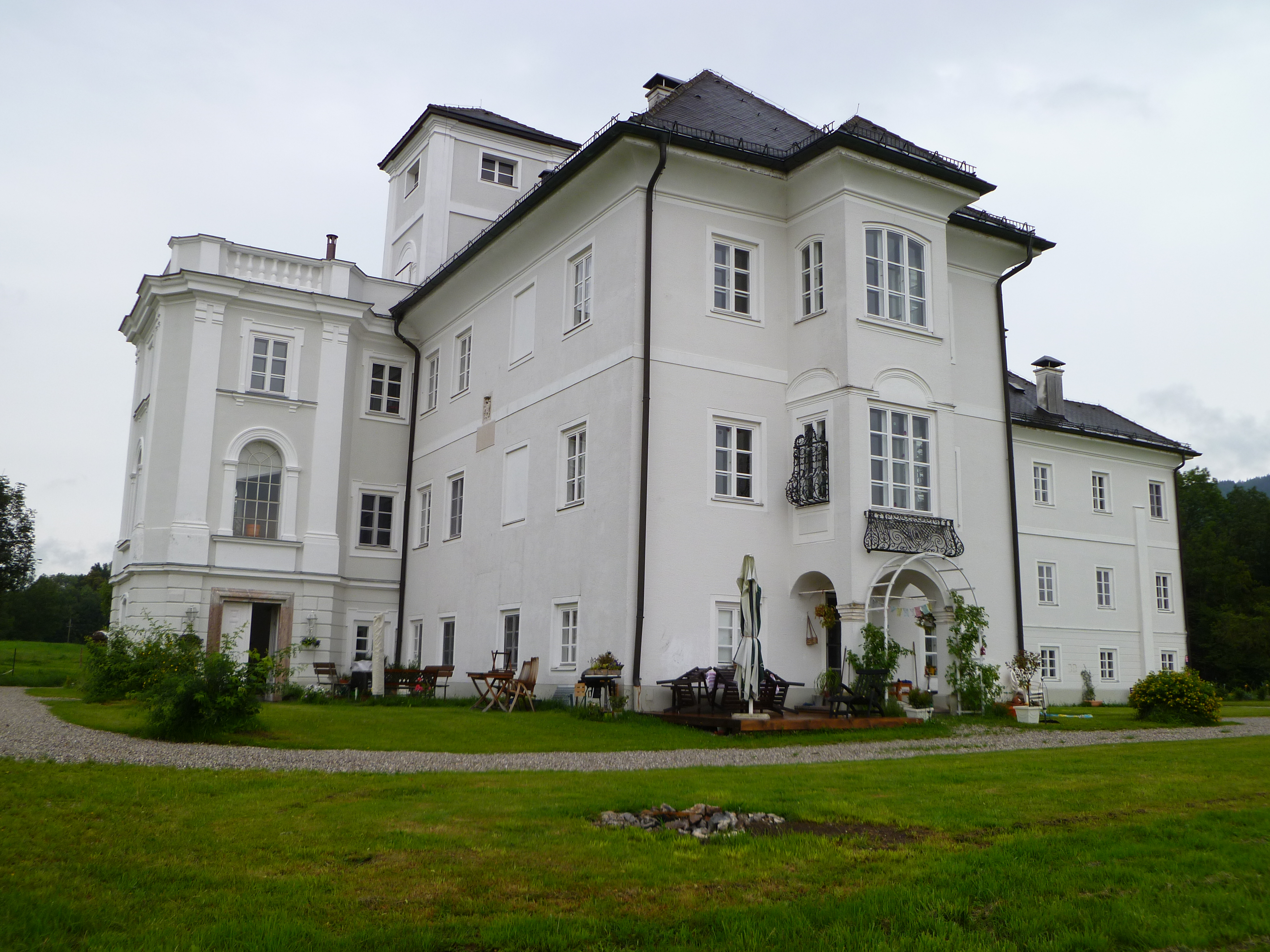
Schloss Weitwörth

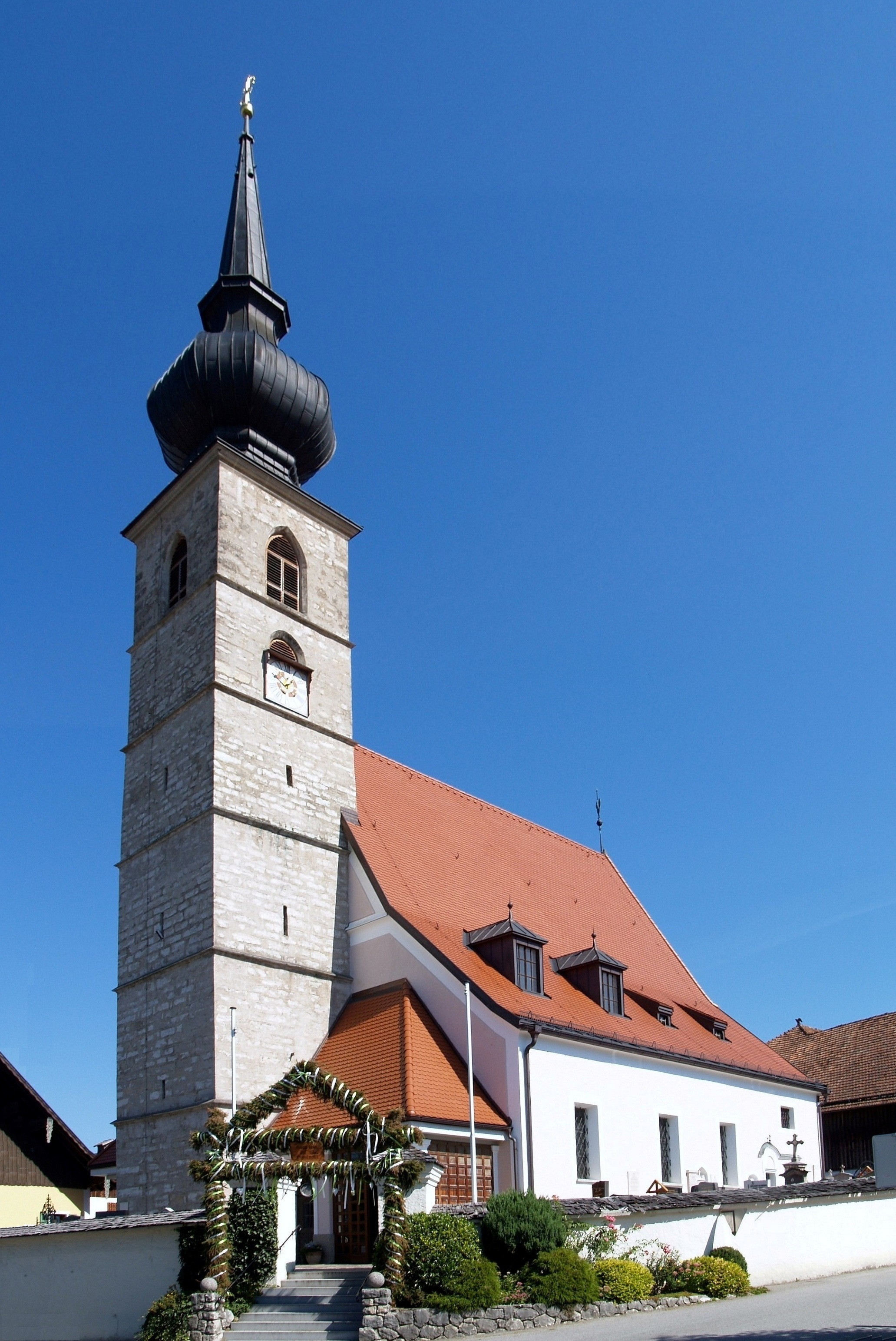
Pfarrkirche Nußdorf am Haunsberg

- Katholische Pfarrkirche Nußdorf am Haunsberg hl. Georg
- Vega-Sternwarte am Haunsberg
- Keltisches Eisendepot: In Hainbach im Oichtental wurde 1894 bei Rodungsarbeiten ein spätkeltisches Eisendepot freigelegt. Zeitlich wird der Fund in die späte Latènezeit zu Beginn der römischen Epoche eingeordnet. Die Fundobjekte sind drei beim Nachgraben beschädigte Sensenblätter, ein Sensenring, ein Pflugmesser und eine Pflugschar sowie ein großes Beil. Diese Objekte befinden sich jetzt im Salzburg Museum in der Stadt Salzburg.[5]

### Naturdenkmäler
- Mehrere Naturdenkmäler existieren entlang eines Geologielehrpfades an der Nordwestseite des Haunsbergs. Der Kroisbachgraben ist eine für Europa bedeutsame Fossilienfundstätte aus dem Paläozän (Zeitraum vor 65 bis 55 Millionen Jahren). Weiters befinden sich entlang des Lehrpfades unter anderem ein für Geologen interessanter Steinbruch und ein Wasserfall.
- Auf dem Rücken des Haunsbergs befindet sich die Kaiserbuche, ein symbolbehafteter Baum, der als Wahrzeichen des Flachgaus galt. Er kam 2004 zu Fall und wurde im Jahr darauf neu gepflanzt.[6]

### Vereine
Die Sozialstruktur ist ländlich dominiert. Gemessen an der Einwohnerzahl ist in der Gemeinde ein reges Vereinsleben zu verzeichnen. Es existieren über 30 verschiedene Berufs-, Sozial-, Sport- und Freizeitvereine.

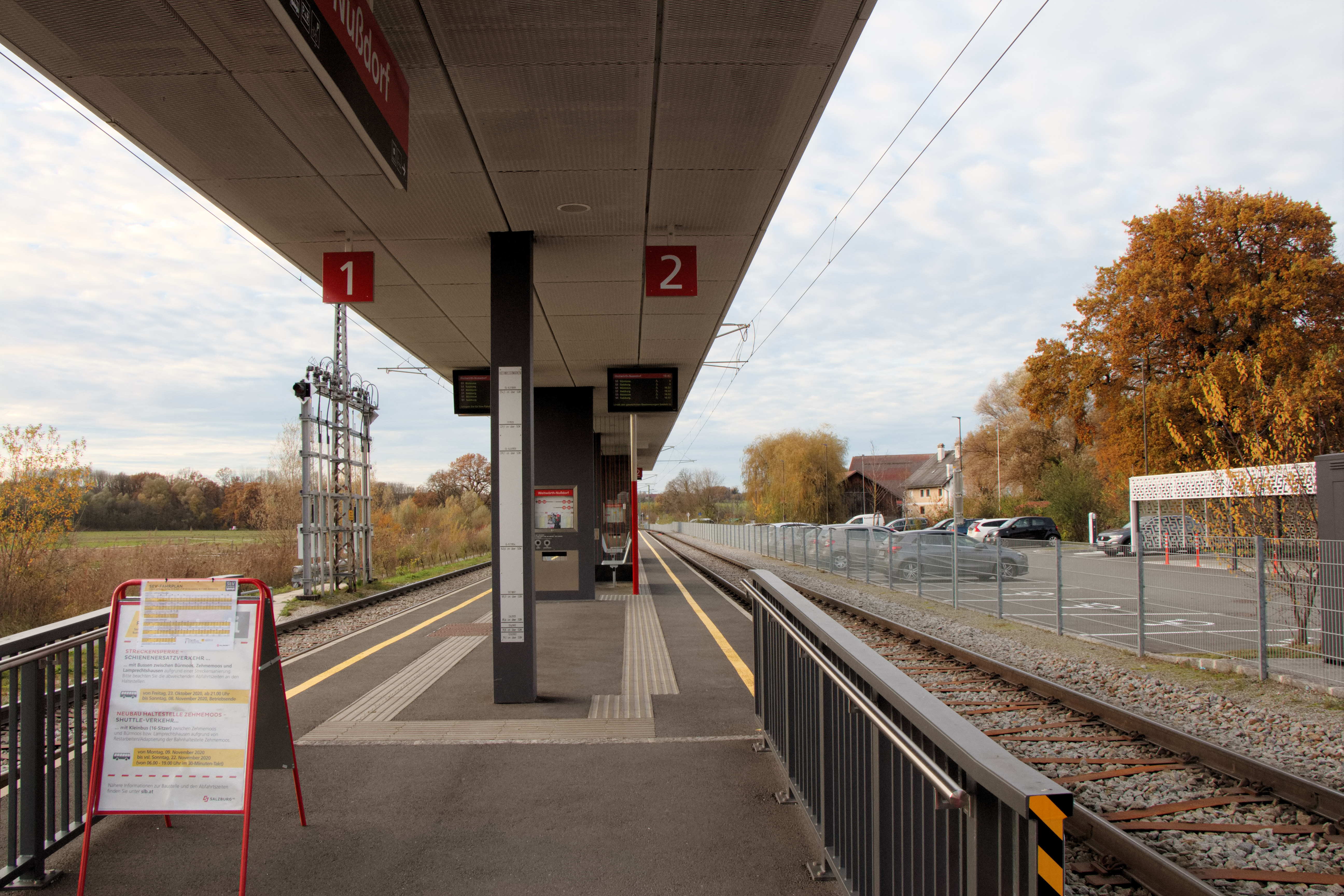
Bahnhof Weitwörth

## Wirtschaft und Infrastruktur
Nußdorf am Haunsberg ist eine ländliche Gemeinde mit einem großen Gewerbegebiet an der Entwicklungsachse Salzburger Lokalbahn.

### Verkehr
- Eisenbahn: Die Gemeinde Nußdorf am Haunsberg liegt im Ortsteil Weitwörth an der Bahnstrecke Salzburg–Lamprechtshausen (Bahnhof Weitwörth-Nußdorf, Haltestelle Pabing). Die Haltepunkte werden im Taktverkehr halbstündlich, Weitwörth teilweise viertelstündlich bedient.
- Straße: Mit der Lamprechtshausener Straße (B156) ist Nußdorf mit Salzburg und dem nahen Oberndorf verbunden. Das gesamte Gemeindegebiet wird mit Postbussen entlang der Nußdorfer Landesstraße (L204) durch das Oichtental bedient.

## Politik

### Gemeinderat
| Gemeinderatswahl 2024Wahlbeteiligung: 69,9 % 706050403020100 66,5 % (+0,9 %p)23,0 % (−2,8 %p)10,6 % (+4,5 %p)n. k. % (−2,5 %p) ÖVPSPÖFPÖBLN20192024 |

Die Gemeindevertretung hat insgesamt 19 Mitglieder.
- Mit den Gemeindevertretungs- und Bürgermeisterwahlen in Salzburg 2004 hatte die Gemeindevertretung folgende Verteilung: 10 ÖVP, 4 SPÖ, 2 TEAM Team für Nußdorf, und 1 FDN Freie Demokraten Nußdorf.
- Mit den Gemeindevertretungs- und Bürgermeisterwahlen in Salzburg 2009 hatte die Gemeindevertretung folgende Verteilung: 10 ÖVP, 5 SPÖ, und 2 FDN.[8]
- Mit den Gemeindevertretungs- und Bürgermeisterwahlen in Salzburg 2014 hatte die Gemeindevertretung folgende Verteilung: 11 ÖVP, 5 SPÖ, und 1 FPÖ.[9]
- Mit den Gemeindevertretungs- und Bürgermeisterwahlen in Salzburg 2019 hatte die Gemeindevertretung folgende Verteilung: 12 ÖVP, 4 SPÖ, und 1 FPÖ.[10]
- Mit den Gemeindevertretungs- und Bürgermeisterwahlen in Salzburg 2024 hat die Gemeindevertretung folgende Verteilung: 13 ÖVP, 4 SPÖ und 2 FPÖ.[11]

### Bürgermeister
- bis 2004 Erwin Zauner
- bis 2019 Johann Ganisl (ÖVP)[12]
- seit 2019 Waltraud Brandstetter (ÖVP)[13]

### Wappen
Blasonierung: Im roten Felde ein silbernes oder weißes Einhorn.

## Persönlichkeiten
- Alfred Auersperg (1899–1968), Psychiater
- Paula Fichtl (1902–1989), langjährige Haushälterin von Sigmund Freud, war in Nußdorf im Krämerladen Oberreiter „Mädchen für alles“
- Willibald Hauthaler (1843–1922), Abt des Benediktinerstiftes Sankt Peter in Salzburg und Historiker
- Helmut Kohl (1943–1991), österreichischer Fußballschiedsrichter, Teilnahme an Weltmeisterschaft in Italien 1990
- Sanel Kuljić (* 1977), österreichischer Fußball-Nationalspieler, wohnte einige Jahre in Nußdorf, als er noch bei der SV Josko Ried tätig war
- Toni Schneider-Manzell (1911–1996), deutsch-österreichischer Bildhauer, lebte 1944 bis 1955 in der Gemeinde Nußdorf